# Willi O. Hoffmann
Willi Otto Hoffmann (* 30. Juni 1930 in München; † 9. August 2022 ebendort) war ein deutscher Fußballfunktionär. Er amtierte vom 24. April 1979 bis zum 9. Oktober 1985 als Präsident des FC Bayern München. In seiner Amtszeit wurde der FC Bayern Meister der Jahre 1980, 1981 und 1985, DFB-Pokalsieger 1982 und 1984 und zog 1982 in das Finale des Europapokals der Landesmeister ein. Aufgrund seines jovialen Naturells und seiner Feierfreudigkeit erhielt er von den Medien den Spitznamen „Champagner-Willi“.

## Leben
Der im Münchner Stadtteil Sendling geborene Hoffmann wurde 1938 von seinem Vater, einem Werkzeugmacher, zum ersten Mal zu einem Spiel des FC Bayern München mitgenommen. Er selbst spielte beim FC Hertha München Fußball, musste den aktiven Sport aber nach einer Meniskusoperation aufgeben. Im Alter von 25 Jahren war der ausgebildete Steuerberater Inhaber einer eigenen Steuerkanzlei, 1958 trat er dem FC Bayern bei und wurde nach der Wahl von Roland Endler in Nachfolge von Alfred Reitlinger zum Vereinspräsidenten der Schriftführer des Vereins. Der zum Anbeginn jener Periode am Bankrott lavierende Verein wurde in dieser Periode finanziell saniert und in die Spitzengruppe der Oberliga zurückgeführt. Nach der Wahl von Wilhelm Neudecker zum Nachfolger Endlers 1962 wurde er Schatzmeister des Vereins, der in den kommenden eineinhalb Jahrzehnten in der von Franz Beckenbauer und Gerd Müller geprägten Ära zur Weltspitze aufstieg. Nach dem Rücktritt Neudeckers am 19. März 1979 nach einer Spielerrevolte, in der es darum ging, ob der Interimstrainer Pál Csernai durch den von Neudecker favorisierten „Freund von Zucht und Ordnung“ Max Merkel ersetzt werden sollte, wurde zunächst interimsmäßig Vizepräsident Karl Pfab dessen Nachfolger. Auf einer eigens zum Zweck der Wahl einberufenen Mitgliederversammlung am 24. April wurde Hoffmann ohne Gegenkandidaten zum neuen Präsidenten der Bayern gekürt. Sein Nachfolger als Schatzmeister wurde der Professor für Betriebswirtschaftslehre Fritz Scherer. Der Journalist Peter Stützner schrieb im März 1985 über Hoffmann, dieser sei „ein Präsident, eigentlich wie geschaffen für diesen Klub, in dieser Stadt, deren bessere Gesellschaft wie nirgendwo sonst ihr Inneres nach außen kehrt.“
Hoffmann behielt Trainer Csernai und der ebenso noch von Neudecker verpflichtete Uli Hoeneß trat zum 1. Mai als Vereinsmanager an. Unter Hoffmanns Präsidentschaft kehrte der Verein, der 1974 seine letzte deutsche Meisterschaft und seit dem Gewinn des Weltpokals im Dezember 1976 keine weiteren Titel gewonnen hatte, auf die Erfolgsstraße zurück. Mit Paul Breitner und Karl-Heinz Rummenigge wurde die Elf als FC Breitnigge bekannt und 1980 und 1981 deutscher Meister sowie 1982 und 1984 Pokalsieger. 1982 zog die Mannschaft zudem in das Finale des Europapokals der Meister ein, verlor dort aber mit 0:1 gegen  Aston Villa aus Birmingham. Nach der Saison 1982/83 beendete Paul Breitner seine Karriere. Hoffmann entließ drei Spieltage vor Saisonende Trainer Pál Csernai. Dessen gesundes Selbstbewusstsein wich immer mehr überbordender Arroganz gegenüber Mannschaft, Medien und dem Rest der Welt. Auch den Sponsoren des Vereins missfiel das. Herbert Jackisch, Chef von Hauptsponsor Magirus-Deutz und Mitglied des Bayern-Beirats, drohte gar, sich für die Rückkehr Neudeckers ins Präsidentenamt einzusetzen. Der bisherige Co-Trainer Reinhard Saftig übernahm die Mannschaft bis zum Saisonabschluss, die Vizemeister hinter dem HSV wurde. Für die neue Saison wurde Udo Lattek zum Verein zurückgeholt.
In der Saison 1983/84 wurde der FC Bayern Vierter in der Bundesliga. Nach dem Ende der Saison wurden durch den Verkauf von Karl-Heinz Rummenigge, dreimaliger Bundesligatorschützenkönig und zweimal Europas Fußballer des Jahres, für die seinerzeitige Weltrekordablösesumme von knapp 12 Millionen D-Mark an Inter Mailand die in den Jahren der Erfolglosigkeit entstandenen Schulden, die auf bis zu 8 Millionen DM eingeschätzt wurden, abgelöst. Vom Erlös gaben die Bayern unter anderem 2,6 Millionen Mark für den 23-jährigen Lothar Matthäus von Borussia Mönchengladbach aus, der mit insgesamt 12 Jahren beim FC Bayern eine herausragende Persönlichkeit der Vereinshistorie wurde. 1985 feierte der FC Bayern seine dritte Meisterschaft der Ära Hoffmann.
Unter Hoffmann, der selbst häufig auf Fotografien mit einem Gamsbart bewehrten Trachtenhut zu sehen war, wurde es gute Übung beim FC Bayern, dass die Mannschaft sich auch häufig in bayerisch-trachtigen Lederhosen präsentierte. Dies war zunächst eine humorvolle Antwort auf die bei Auswärtsspielen häufig von gegnerischen Fans skandierte Losung „Zieht den Bayern die Lederhosen aus!“ und blieb dauerhaft als Teil der Vereinskultur erhalten. Hoffmann führte auch die zur Tradition gewordenen gemeinsamen Besuche der Mannschaft auf dem alljährlichen Oktoberfest ein.
Klaus Schulz, der erste Basketball-Star des FC Bayern und später Abteilungsleiter der damals drittklassigen Basketballer des Vereins, erhielt von Präsident Hoffmann den Auftrag, die Mannschaft in die erste Liga zu bringen. Unter ihm gelang 1982 der Aufstieg in die zweite Liga und fünf Jahre später die Rückkehr in die Bundesliga. Hoffmanns Nachfolger Fritz Scherer und Manager Uli Hoeneß beendeten das Projekt jedoch und die Bayern-Basketballer entschwanden wieder in relativer Bedeutungslosigkeit.
1983 stellte der FC Bayern Karl Hopfner als Geschäftsführer an. Hopfner wurde später von 2014 bis 2016 Präsident des FC Bayern.
Ab Anfang 1985 geriet Hoffmann durch seine hauptberuflichen Geschäfte zusehends in die Schlagzeilen. Hoffmann, der mehrere Hotels erworben hatte, geriet in finanzielle Schwierigkeiten und bot im Frühjahr 1985 seinen Rücktritt als Präsident des FC Bayern an. Der Verein räumte ihm aber zunächst Zeit ein, um seine persönlichen Schwierigkeiten zu regeln. Ab 1. Juli 1985 ruhte seine Tätigkeit als FCB-Präsident, ebenfalls Anfang Juli 1985 meldete Hoffmann Konkurs an. Am 9. Oktober 1985 legte er sein Präsidentenamt aufgrund „geschäftlicher Probleme“ nieder. Sein Nachfolger wurde Schatzmeister Fritz Scherer.
1991 wurde Hoffmann aufgrund fragwürdiger Geschäfte im Zusammenhang mit dem Vertrieb von Bauherrenmodellen und Investitionen in Hotels zu einer Geldstrafe von umgerechnet ca. 16.000 Euro verurteilt. 1993 wurde er wegen Beitragsvorenthaltung zu einer Bewährungsstrafe und im Januar 2003 wegen Steuerhinterziehung zu einer einjährigen Freiheitsstrafe auf Bewährung verurteilt. Es ging dabei um umgerechnet etwa 175.000 Euro, die Hoffmann in den Jahren 1992 und 1993 mit einem verschachtelten Firmengeflecht aus Hotels und Immobilienunternehmen erwirtschaftet hatte.
Hoffmann war beim Verein ab November 2002 für ein Jahrzehnt Mitglied des Verwaltungsbeirats und wurde zum Ehrenmitglied ernannt.
Hoffmann starb am 9. August 2022 im Alter von 92 Jahren. Er hinterließ fünf Kinder. Die Südkurve München gedachte dem ehemaligen Präsidenten im seinen Tod folgenden Heimspiel gegen den VfL Wolfsburg mit einer Choreografie.

## Trivia
1983 gab Hoffmann gegenüber einem Journalisten Auskunft darüber, wie er zu dem Namen „Champagner-Willi“ kam: „Als ich 1979 Präsident wurde, sagte ich zur Mannschaft: Kommt, jetzt trinken wir mal ein Glas Champagner. Woraufhin ein Journalist, der wegen eines Interviews kam, mich ganz beiläufig fragte, ob es mich störte, wenn man mich Champagner-Willi nennen würde. Nein, das würde mich eigentlich nicht stören, und am nächsten Tag stand in einer berühmten Boulevardzeitung in dicksten Lettern: Champagner-Willi.“
Hoffmann verfügte über Feriensitze in St. Moritz und am Ammersee. Er war häufig Gast bei gesellschaftlichen Ereignissen, darunter der Wiener Opernball sowie die Filmfestspiele in Cannes und Venedig, und verfügte über einen dauerhaft für ihn reservierten Stammplatz im Edellokal Käfer.
Er war ein Studienkamerad des späteren Münchner Oberbürgermeisters Georg Kronawitter und zählte den Filmproduzenten Ludwig Waldleitner zu seinen Freunden.